# Братоножичи

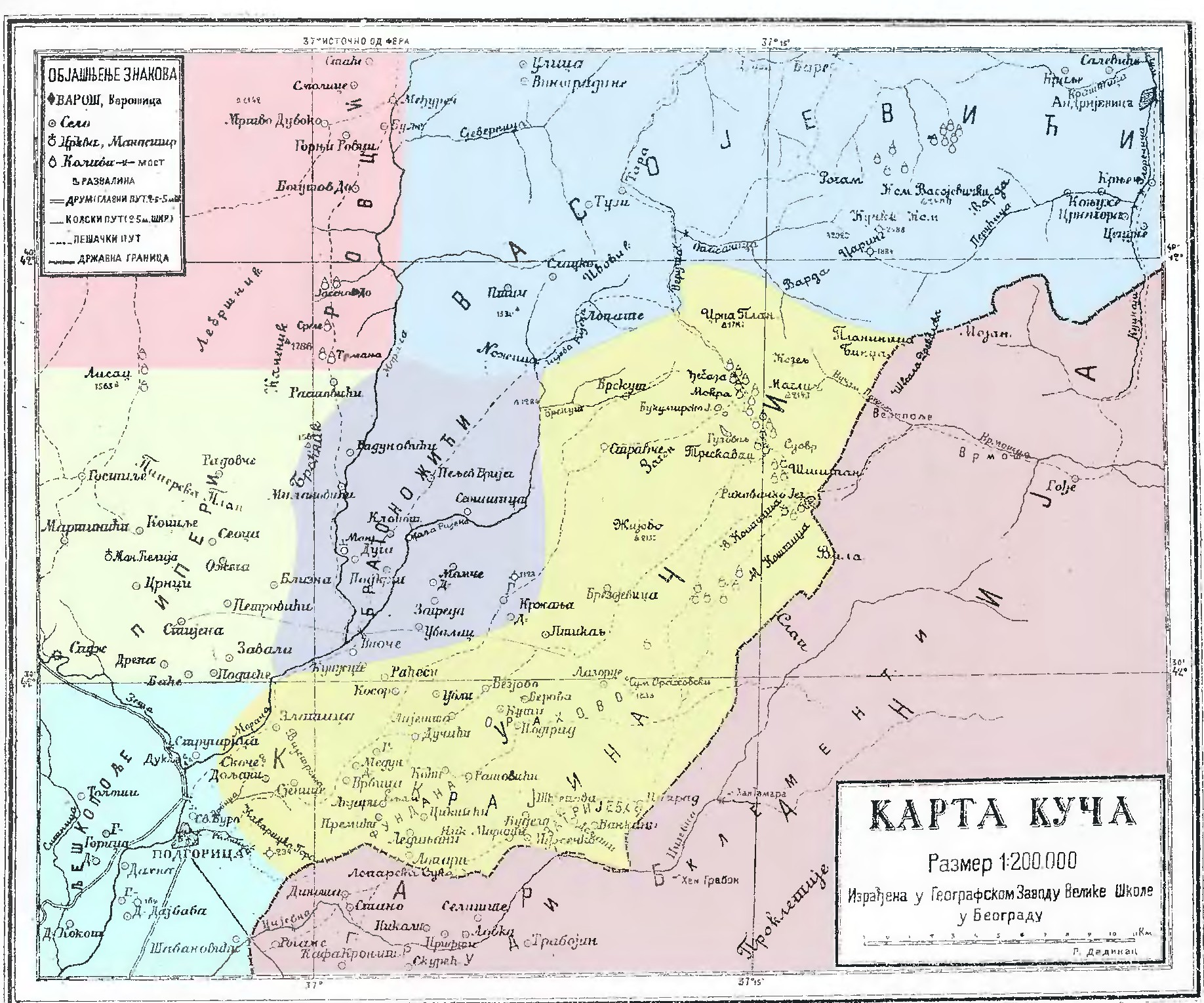
Map of Bratonožići (in purple) in the late 19th century

Братоножичи (серб. Братоножићи) — историческое племя в регионе Брда в Черногории. Оно появилось в период Османской империи и было капитанством Княжества Черногория в XIX веке. Сегодня он является частью северо-восточного муниципалитета Подгорицы. В Черногории большинство людей, происходивших из Братоножичей, идентифицируют себя как православные черногорцы и православные сербы. Братства из исторического племени, поселившегося в Биело-Поле и принявшего мусульманство в османский период, идентифицируют себя как боснийцы. В XVIII веке многие семьи из этого региона поселились в Западной Сербии. В Косово часть сербов Западного Косово происходят из Братоножичей.

## География
Племенной регион Братоножичи представляет собой пересеченную холмистую местность на высоте от 400 до 450 метров над уровнем моря. Он расположен между рекой Морача, Малой Риекой и Црной Планиной; он граничит с племенами Васоевичи на севере, Ровчани на северо-западе, Кучи на востоке и юге и Пипери на западе. Регион заканчивается после впадения Малой Риеки в Морачу, недалеко от населенного пункта Мрке, примерно в 13 км к северо-востоку от Подгорицы. За исключением Мрке, большинство других населенных пунктов (Клопот, Пелев Бриег, Дуга) из Братоножичей полузаброшены или полностью заброшены, их жители переселились в Подгорицу. В 2011 году в Мрке проживало 207 жителей, 118 из которых назвали себя черногорцами, 60 — сербами, а 25 предпочли не указывать свою этническую принадлежность.

## Язык
Сербско-хорватский диалект, на котором говорят в Братоножичи, образует речевую группу с племенами Кучи и Пипери. Южнославянский язык в этих трех общинах отмечен тесным контактом с северными албанскими диалектами Малезии. Диалекты Братоножичи и Кучи в определенной степени отличаются от диалектов Пипери, в основном из-за исторического двуязычия, которое присутствовало в этом районе в результате прямого контакта с албанским языком.

## Происхождение
Братонижичи (алб. Bratonishi) имели албанское происхождение и постепенно стали славяноязычными. Францисканский отчет XVII века иллюстрирует заключительные этапы их аккультурации. Ее автор пишет, что Братоножичи, Пипери, Белопавличи и Кучи: «nulla di meno essegno quasi tutti del rito serviano, e di lingua Illrica ponno piu presto dirsi Schiavoni, ch' Albanesi» (поскольку почти все они используют сербский обряд и Иллирический (славянский) язык, вскоре их следует называть славянами, а не албанцами).

## История
Первое косвенное упоминание о Братоножичах содержится в венецианском кадастре Шкодера 1416—1417 годов. В нем прописан некий Марко Братонезе или Братонессо, проживавший в Коплике, куда он, вероятно, переселился из одной из зетовских катунов (деревень).
Первое прямое упоминание о поселениях, составляющих сегодня Братоножичи, можно найти в дополнительном дефтере санджака Скутари 1497 года. В то время они еще не сформировались как единая община.
Братоножичи — это племя (плема) нескольких предков по отцовской линии, которые сформировали его с течением времени, начиная с конца XV века. Название племени происходит от Брато, отца Ники и предка части братств Братоножичей. Он жил за 14 поколений до момента записи истории около 1900 года.
Двумя другими общинами, проживавшими в том же районе, были албанские католики Букумири и Бушати, а также Лутовцы, которые, возможно, пришли из региона Пирот на восточных Балканах или из Пилота в Северной Албании. Их происхождение оспаривается, поскольку не сохранилось никакой коллективной памяти об их истории, за исключением топонима, который можно интерпретировать как относящийся к Пироту в Восточной Сербии или Пилоту в Северной Албании. Их первым историческим предком в Братоножичах является капитан Гойко, а их историческая деревня была Лутово. Архивные записи показывают, что Лутовцы жили в 27 домах Лускозупы в 1497 году в нахии Пипери, в который входили Братоножичи и племя Пипери. На протяжении многих лет несколько семей из соседних племен, таких как Кучи, Белопавличи и Пипери, также поселились в Братоножичи и стали частью общины. Братоножичи были областью языковых контактов между славянами и албанцами, а также религиозными контактами между славянским православием и католицизмом. Сима Милутинович Сарайлия, сербский националист-романтик, писал в 1835 году, что Братоножичи свободно вступали в брак со своими соседями-католиками-албанцами и «были привлечены к католицизму албанскими священниками». Сарайлия сообщает, что, вероятно, в первой половине XVII века Руфим Негуш сумел обратить общину обратно в православие, убедив их принести клятву, что браки с албанцами-католиками будут заключаться только с албанскими католиками, но ни одна женщина из Братоножичей не будет выдана замуж за мужчин-католиков-албанцев. Эта мера предотвратит дальнейшее обращение в католицизм. События повторного обращения Братоножичей рассматриваются как важный шаг на пути укрепления того, что в сербской историографии XIX века называлось сербством (Србством) и православием в Черногории.
Племя часто конфликтовало с племенем Кучи из-за пастбищ. Братоножичи часто нападали на Ровцу, которую всегда защищали Морачани. Они также часто воевали с Васоевичами.
Венецианский государственный служащий Мариано Болицца в 1614 году сообщает, что деревни Кучи, Братоножичи и часть Плава находились под властью солдат Медуна, но имя командира не было названо; а горцы будут платить османским чиновникам часть своего дохода. В отчете Братаносич зарегистрирован как православная деревня сербского или греческого обряда с 87 домами и 260 вооруженными людьми под командованием Станое Радоньина . В 1658 году семь племен Кучи, Васоевичи, Братоножичи, Пипери, Кельменди, Хоти и Груда объединились с Венецианской республикой создавшая так называемый «Семикратный баржак» или «аладж-баржак» против османов. По мнению историков Симо Милутиновича и Димитрия Милаковича, католическое племя Кучи, Братоножичи и Дрекаловичи обратилось в православие Руфимом Болевичем. В 1689 году вспыхнуло восстание в Пипери, Ровце, Белопавличах, Братоножичах, Кучи и Васоевичах, одновременно вспыхнуло восстание в Призрене, Пече, Приштине и Скопье, а затем в октябре в Кратово и Крива-Паланке (Восстание Карпоша).
Во время атак Велики (1879 г.) батальоны Морачани и Братоножичи отбивались от албанцев . В последующей битве при Новшиче батальоны Кучи, Васоевичи и Братоножичи сражались с албанскими нерегулярными формированиями под командованием Али-паши Гусинье и потерпели поражение. Вскоре после битвы при Новшиче в том же районе разразилась битва при Мурино, в которой османы с албанскими нерегулярными формированиями снова атаковали менее многочисленные силы Княжества Черногория и потерпели тяжелое поражение от батальонов Братоножичей, Васоевичи и Морачани. В начале XX века в регионе было около 400 домов.

## Братства и семьи
Все братства племени имеют Славу (святых покровителей) Святого Николая (Свети Никола) и Святого Иоанна (Свети Йован). Шчепанчевич, Шаинович, Шакович, Шошкич, Тольевич, Тодорович, Томашевич, Тошкович, Тримоевич, Угричич, Велич, Вельович, Велимирович, Вескович, Видич, Вуйович, Вуйотич , Вукайлович, Вукович, Вукорепович, Вулич, Вучелич, Вучинич, Живкович, Жмикич. Мусульмане-братоножичи. Биело-Поле включает Гуремовичи, Корачи, Льяльевичи, Полументе, Уремовичи.

## Известные люди

Милош I Обренович

- Милош I Обренович (1780—1860)[19][20][21] , князь Сербии (1817—1839, 1858—1860) и основатель династии Обреновичей.
- Михайло III Обренович (1828—1868), князь Сербский (1839—1842, 1860—1868), считается самым просвещенным правителем современной Сербии[22].
- Урош Тошкович (1932—2019), черногорский и югославский художник[23]
- Ниша Савелич (р. 1970), бывший профессиональный футболист Черногории по отцовской линии.
- Эстебан Савельич (р. 1991), черногорский профессиональный футболист по отцовской линии.
- Неманья Бешович (р. 1992), сербский профессиональный баскетболист.
- Милорад Вучилич (р. 1948), сербский журналист и бизнесмен.
- Жарко Корач (р. 1947), бывший премьер-министр Сербии.
- Радивой Корач (1938—1969), сербский и югославский профессиональный баскетболист.
- Дадо Полумента (р. 1982), черногорский исполнитель поп-фолка.
- Шако Полумента (р. 1968), черногорский поп-фолк-певец.